# Maersk Line
Maersk Line або Maersk SeaLand є данською міжнародною контейнерною компанією та найбільшою операційною дочірньою компанією Maersk Group, данського бізнес-конгломерату. Заснована в 1928 році, це найбільша у світі компанія по перевезенню контейнерів як за розміром флоту, так і за вантажопідйомністю, пропонуючи регулярні рейси до 374 портів у 116 країнах. У 2019 році на ньому працювало 83 625 осіб, з яких 18 398 — екіпаж судна, а інші 65 227 — обробний та операційний персонал в офісах і портах. Maersk Line обслуговує понад 708 суден і має загальну потужність близько 4,1 мільйона TEU.

## Історія
На початку 1920-х років А. П. Моллер розглядав можливості переходу в бізнес лінійної торгівлі. Очікувалося, що торгівля бродягами, коли судна пливли з порту в порт залежно від попиту, з часом втратить позиції перед лайнерами. 12 липня 1928 року судно Leise Mærsk вийшло з Балтімора у свій перший рейс із східного узбережжя Америки через Панамський канал на Далекий Схід і назад. Вантаж складався з автозапчастин Ford та інших генеральних вантажів. Це ознаменувало початок доставки послуг Maersk. Maersk Line почала розвиватися в 1946 році після Другої світової війни, перевозячи вантажі між Америкою та Європою, перш ніж розширити послуги в 1950 році. 26 квітня 1956 року було введено морські контейнерні перевезення з відвантаженням контейнера SeaLand на борту SS Ideal X з Порт Ньюарк, Нью-Джерсі, Х'юстон, Техас. У 1967 році Anglo Carrier P&O була частиною першої європейської ініціативи, об'єднання лінійних послуг чотирьох компаній у нову компанію Overseas Containers Limited (OCL). Пізніше як Sea-land, так і P&O перейде під контроль Maersk Line, оскільки вона розширила свою діяльність у період з 1999 по 2005 рік.
У 1999 році Maersk уклала угоду про придбання Safmarine Container Lines (SCL) та пов'язаної з нею діяльності на лайнерах у South African Marine Corporation Limited (Safmarine). На момент придбання Safmarine Container Lines керувала приблизно 50 лайнерами та флотом із близько 80 000 контейнерів. Він охопив загалом десять торгів і повністю доповнив існуючу мережу Maersk Line. Safmarine Container Lines приєдналася до A.P. Moller – Maersk Group як незалежна одиниця з власною лінією.
10 грудня 1999 року A.P. Moller Group придбала міжнародний контейнерний бізнес SeaLand Service Inc. Цей бізнес був інтегрований з компаніями A.P. Moller Group, і в рамках інтеграції Maersk Line змінила назву на Maersk Sealand. Придбання охоплювало 70 суден, майже 200 000 контейнерів, а також термінали, офіси та агентства по всьому світу.
У травні 2005 року Maersk оголосила про плани придбання P&O Nedlloyd за 2,3 мільярда євро. На момент придбання P&O Nedlloyd мала 6% частки світового промислового ринку, а Maersk-Sealand — 12%. Об’єднана компанія мала б близько 18% частки світового ринку. Maersk завершив викуп компанії 13 серпня 2005 року, акції Royal P&O Nedlloyd припинили торгівлю 5 вересня. У лютому 2006 року нове об'єднане підприємство прийняло назву Maersk Line.
На той час, коли компанія була об’єднана в A.P. Moller, вона володіла флотом із понад 160 суден і орендувала його. Його контейнерний флот, що складається з суден у власності та в оренді, мав місткість 635 000 одиниць двадцятифутового еквівалента (TEU). Royal P&O Nedlloyd N.V. мала 13 000 співробітників у 146 країнах.

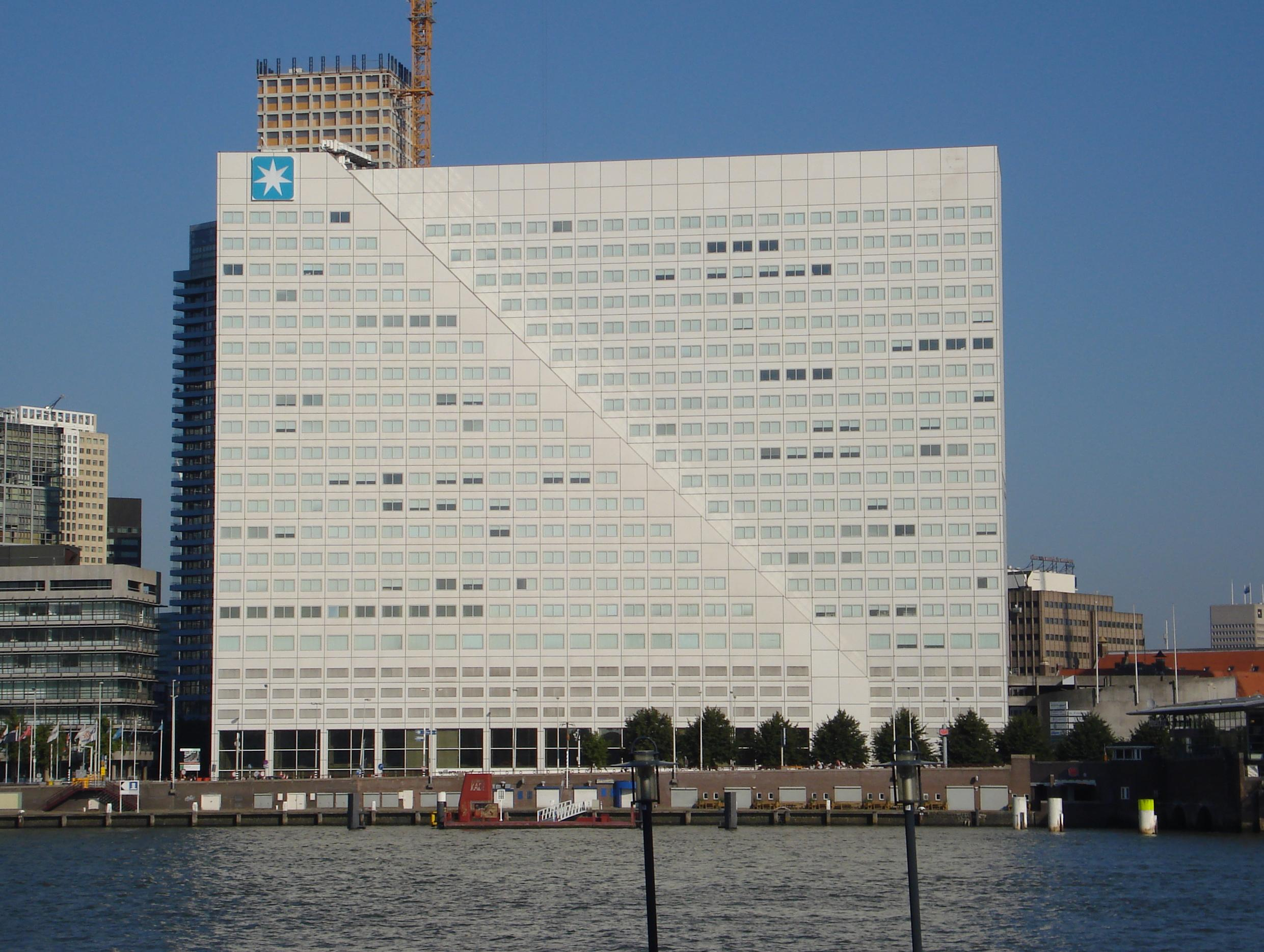
Будівля Willemswerf, колишня штаб-квартира Nedlloyd і P&O Nedlloyd в Роттердамі. Зараз це місце розташування європейських операцій Maersk Line.

До кінця 2006 року частка світового ринку Maersk впала з 18,2% до 16,8%, в той же час дві наступні найбільші перевізники збільшили свою частку ринку, MSC зросла з 8,6% до 9,5%, а CMA CGM - з 5,6% до 6,5%. %. У січні 2008 року Maersk Line оголосила про радикальні реорганізаційні заходи.
У листопаді 2015 року, після нижчих результатів, ніж очікувалося, Maersk Line оголосила про своє рішення звільнити 4000 співробітників до 2017 року. Група заявила, що скоротить свої щорічні адміністративні витрати на 250 мільйонів доларів протягом наступних двох років і скасовує 35 запланованих рейсів у четвертому квартал 2015 року на додаток до чотирьох регулярних рейсів, які він скасував на початку року.
Станом на жовтень 2015 року Maersk Line разом зі своїми дочірніми компаніями, такими як Seago, MCC, Safmarine та SeaLand, контролюють загальну частку в 18% загального ринку контейнерних перевезень.
З 1 грудня 2017 року до складу компанії входить Hamburg Süd.
У березні 2021 року компанія Maersk оголосила, що прагне спустити на воду перше в світі лайнер з нейтральним вмістом вуглецю вуглецю в 2023 році, на сім років раніше від початкового графіка. У серпні того ж року компанія придбала у Hyundai Heavy Industries вісім суден, що працюють на метанолі, за 1,4 мільярда доларів.
Криза в Червоному морі мала значний вплив на судноплавство, починаючи з листопада 2023 року; у травні 2024 року компанія Maersk оцінила цей вплив як втрату пропускної спроможності на 15-20 відсотків у галузі торговельного судноплавства, виходячи з даних за другий квартал фінансового року. Maersk також оголосила, що її судна змінюють маршрути навколо мису Доброї Надії, щоб уникнути подальших атак.

## Альянс Maersk/MSC
У 2015 році компанія Maersk and Mediterranean Shipping Co. (MSC) запустила 2M Alliance, угоду про спільне використання суден для азіатсько-європейських, транстихоокеанських і трансатлантичних торгів. Домовленість, яка включає серію обмінів слотів і покупки слотів на маршрутах схід-захід, також передбачає, що Maersk Line і MSC беруть на себе низку чартерів і операцій суден, зафрахтованих HMM. Альянс 2M включає 185 суден з розрахунковою місткістю 2,1 мільйона TEU, розгорнутих на 21 нитці.

## Послуги
Maersk Line найбільш відома своїм широким покриттям по всьому світу. Крім основних торговельних шляхів Азії-Європи та Трансатлантичної торгівлі, Maersk Line також пропонує широке покриття між Південною Америкою та Європою, а також Африкою. Компанія також започаткувала інноваційну концепцію Daily Maersk у 2011 році, яка забезпечувала гарантований сервіс преміум-класу між портами постачання Китаю та європейськими базовими портами. Незважаючи на підтримку з боку торгівлі, Maersk Line була змушена скоротити послуги через надлишок пропозиції. Нещодавня реструктуризація її продуктів включала оновлення маршрутів з Азії в Австралію, з Індії в Західну Африку та з Китаю в Америку.
Крім цих основних торговельних шляхів, Maersk Line також управляє багатьма континентальними торговими лініями. Він працює на внутрішньоазійському маршруті через MCC Transport, на своєму європейському маршруті через Seago Lines, а нещодавно відновив відомий бренд SeaLand Service для своїх американських торгових смуг.

## Флот
Станом на липень 2011 року флот Maersk Line налічує понад 700 суден (з сумою Hamburg Süd і Safmarine) і безліч контейнерів, що відповідають понад 3,8 мільйонам TEU (двадцятифутовий еквівалент).
У 2006 році судно E-класу Emma Maersk було доставлено Maersk Line з заводу Odense Steel Shipyard. На той час це був найбільший контейнеровоз у світі.
З тих пір було побудовано сім інших суден-побратимів, а в 2011 році Maersk замовила у Daewoo 20 ще більших контейнеровозів класу Triple E, кожен з яких місткістю 18 000 контейнерів. Перший з цих кораблів класу Triple E був доставлений 14 червня 2013 року і був охрещений ім'ям Mærsk Mc-Kinney Møller на честь сина засновника Maersk Line.
До складу флоту Maersk Line входять наступні класи суден:
The following ship classes are part of the Maersk Line fleet:
| Клас корабля         | Побудований  | Ємність (TEU) | Кораблі в класі | Примітки                                  |
| -------------------- | ------------ | ------------- | --------------- | ----------------------------------------- |
| A-class I            | 1974-1976    | 1,984         | 9               |                                           |
| L-class II           | 1980-1983    | 3,016         | 7               |                                           |
| L-class II           | 1983-1985    | 3,840         | 4               |                                           |
| M-class I            | 1988-1991    | 4,300         | 12              |                                           |
| K-class              | 1995-1997    | 6,418         | 6               |                                           |
| Sovereign-class      | 1997-2000    | 8,160         | 11              |                                           |
| C-class              | 1999-2002    | 8,650         | 8               |                                           |
| A-class II           | 2002-2004    | 8,272         | 6               |                                           |
| Gudrun-class         | 2004-2006    | 11,078        | 6               |                                           |
| E-class              | 2006-2008    | 14,770        | 8               |                                           |
| M-class II           | 2007-2009    | 11,008        | 6               |                                           |
| Edinburgh-class      | 2010-2011    | 13,092        | 13              | Long-term charter from Rickmers           |
| Triple E-class Gen.1 | 2012-2015    | 18,270        | 20              |                                           |
| Triple E-class Gen.2 | 2015-2019    | 20,568        | 11              |                                           |
| H-class              | 2017-2019    | 15,226        | 11              |                                           |
| V-class              | 2018-2019    | 3,600         | 7               |                                           |
|                      | 2024–onwards | 16,000        | 12              | Will be built by Hyundai Heavy Industries |

## Аварії та інциденти

### Maersk Dubai
У березні та травні 1996 року троє безбілетних пасажирів були вбиті на MV Maersk Dubai, коли капітан змусив їх покинути судно після виявлення. Четвертого безбілетного пасажира деякі члени екіпажу сховали і вижили.

### Maersk Alabama
8 квітня 2009 року контейнеровоз Maersk Alabama був захоплений піратами в Індійському океані на відстані 240 морських миль (440 км; 280 миль) на південний схід від Ейла, Сомалі. Облога закінчилася після рятувальних заходів ВМС США 12 квітня.

### Emma Maersk
1 лютого 2013 року контейнеровоз Емма Маерск отримав пошкодження кормового двигуна і набрав таку кількість води в Суецькому каналі, що стало неманевреним. Буксири, якір і вітер доставили її в Порт-Саїд, щоб вивантажити 13 500 контейнерів, осушити її та дослідити водолази. Їй не загрожувала затоплення.
15 лютого 2013 року компанія Maersk Line підтвердила, що збирається залишити Порт-Саїд на буксируванні до верфі для подальшої оцінки та ремонту. 25 лютого вона досягла двору Палермо, Сицилія, де мала залишитися чотири місяці. Затоплений двигун був розібраний, відремонтований та зібраний, і в серпні 2013 року він знову працював після ремонту вартістю 250 мільйонів данських крон (приблизно 44,5 мільйона доларів США).

### Maersk Honam
6 березня 2018 року сталася велика пожежа в передньому вантажному трюмі № 3 Maersk Honam, коли судно знаходилося в Аравійському морі приблизно за 900 морських миль (1700 км; 1000 миль) на південний схід від Салала, Оман, на шляху з Сінгапуру до Суец. Щоб взяти під контроль пожежу, знадобилося більше 3 днів, і корабель продовжував горіти ще кілька тижнів. Корабель було врятовано, а пошкоджені частини судна відновлено. Корабель було перейменовано в Maersk Halifax, перш ніж знову ввести його в експлуатацію.

### Maersk Roubaix
21 грудня 2021 року у контейнеровоза Maersk Roubaix виникли проблеми з двигуном і він плив у Середземному морі за 370 кілометрів від Мальти, коли він прямував до порту Альхесірас в Іспанії. На допомогу був відправлений буксир.

### Mumbai Maersk
2 лютого 2022 року контейнеровоз Mumbai Maersk сів на мілину біля порту Бремерхафен у Німеччині. Перша спроба відбуксирувати контейнеровоз у глибшу воду двох багатоцільових суден і п'яти буксирів зазнала невдачі. 4 лютого судно було спущено на воду за допомогою восьми буксирів. Оцінка судна, коли воно прибуло в порт Бремерхафена.

## Див.також
- Інтермодальні перевезення
- Контейнерні перевезення
- Список найбільших контейнеровозів